# Bielsk Podlaski (gmina wiejska)

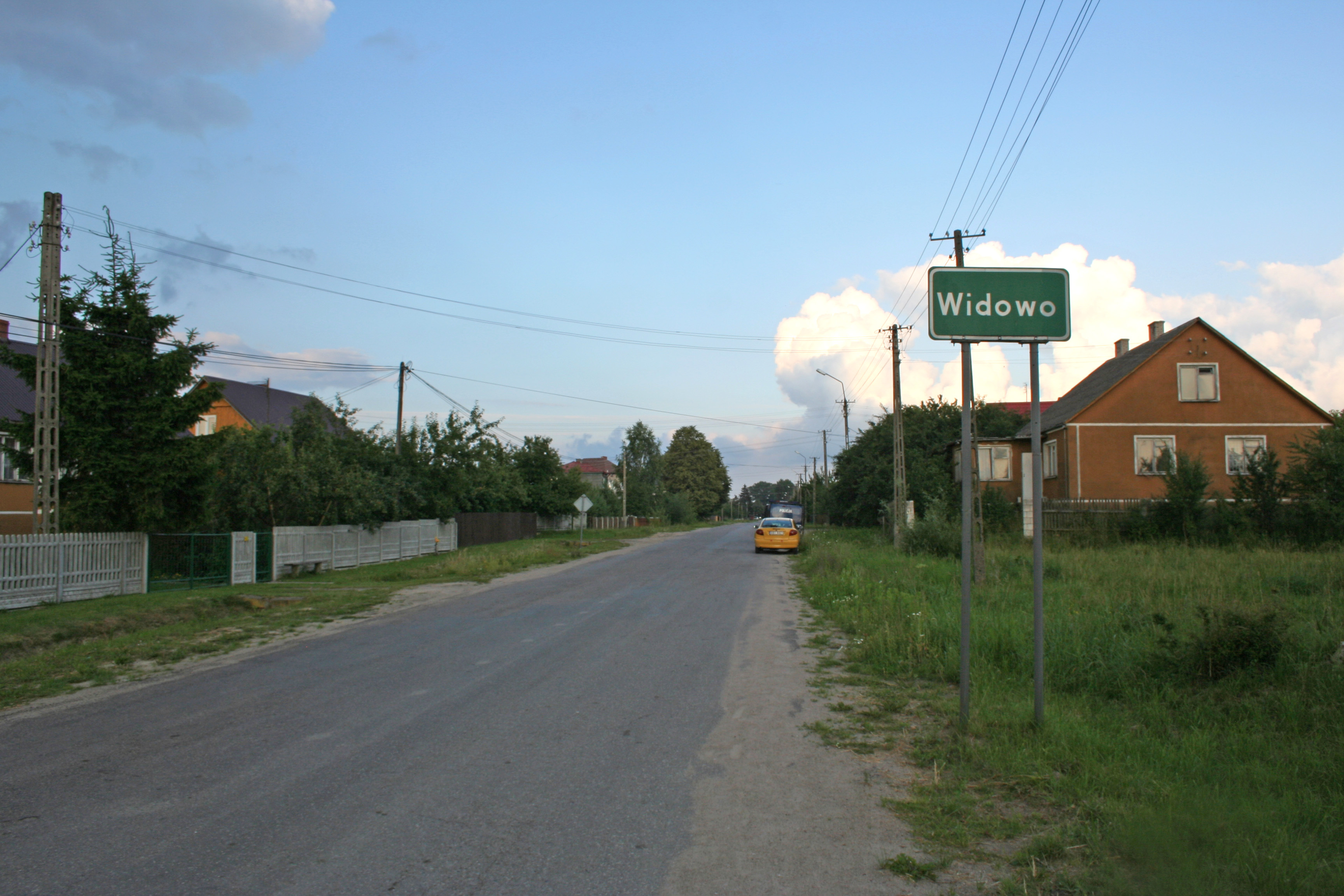
Widowo

Bielsk Podlaski (do 1952 gmina Bielsk; 1952–54 gmina Dobromil) – gmina wiejska w Polsce położona w województwie podlaskim, w powiecie bielskim. W latach 1919–1998 gmina administracyjnie należała do województwa białostockiego.
Siedziba gminy to Bielsk Podlaski.
Według danych z 30 czerwca 2004 gminę zamieszkiwało 7512 osób. Natomiast według danych z 31 grudnia 2019 roku gminę zamieszkiwało 6606 osób.

## Struktura powierzchni
Według danych z roku 2002 gmina Bielsk Podlaski ma obszar 430,14 km², w tym:
- użytki rolne: 74%
- użytki leśne: 19%

W roku 2009 w centralnej części gminy powołano obszar sieci Natura 2000 Murawy w Haćkach.
Gmina stanowi 31,05% powierzchni powiatu.

## Demografia

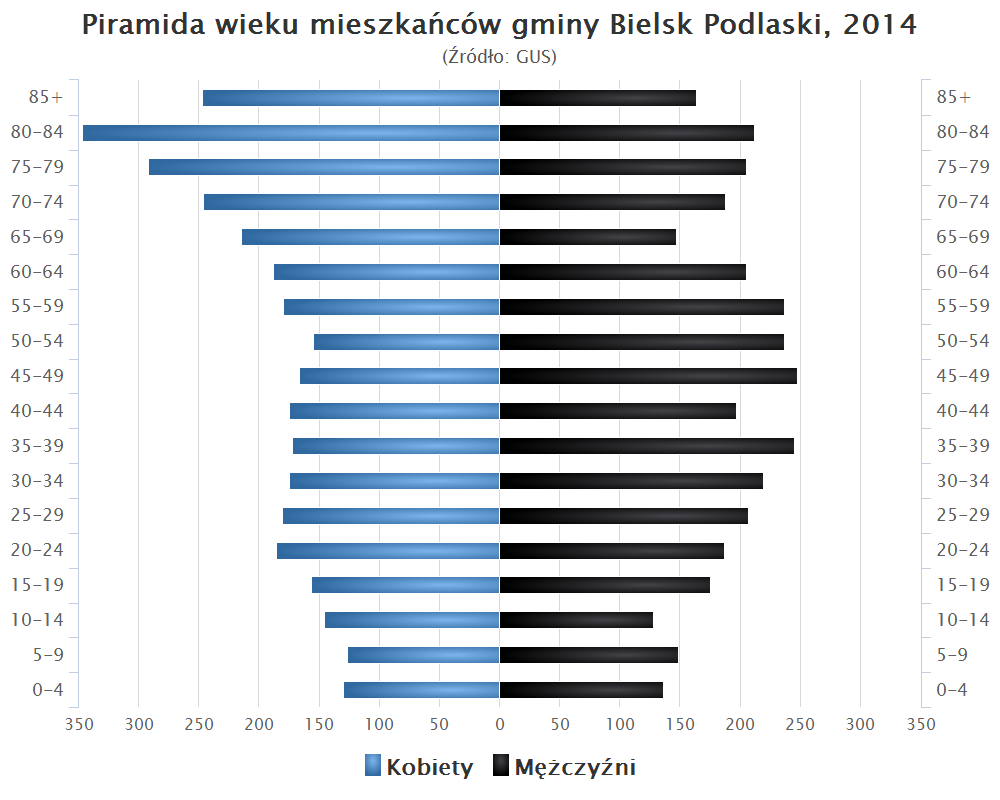
Piramida wieku mieszkańców gminy Bielsk Podlaski w 2014 roku

Dane z 30 czerwca 2004:
| Opis                              | Ogółem | Ogółem | Kobiety | Kobiety | Mężczyźni | Mężczyźni |
| --------------------------------- | ------ | ------ | ------- | ------- | --------- | --------- |
| jednostka                         | osób   | %      | osób    | %       | osób      | %         |
| populacja                         | 7512   | 100    | 3787    | 50,4    | 3725      | 49,6      |
| gęstość zaludnienia (mieszk./km²) | 17,5   | 17,5   | 8,8     | 8,8     | 8,7       | 8,7       |

## Miejscowości
Augustowo, Bańki, Biała, Bolesty, Brześcianka, Chraboły, Deniski, Dobromil, Dubiażyn, Grabowiec, Grabowiec, Haćki, Hołody, Hryniewicze Duże, Hryniewicze Małe, Husaki, Jacewicze, Knorozy, Knorydy, Kotły, Kozły, Kożyno, Krzywa, Lewki, Łoknica, Łubin Kościelny, Łubin Rudołty, Malinowo, Miękisze, Mokre, Nałogi, Ogrodniki, Orlanka, Orzechowicze, Parcewo, Pasynki, Pietrzykowo-Gołąbki, Pietrzykowo-Wyszki, Piliki, Pilipki, Ploski, Plutycze, Proniewicze, Rajki, Rajsk, Rzepniewo, Saki, Sierakowizna, Skrzypki Duże, Skrzypki Małe, Sobotczyzna, Sobótka, Stołowacz, Stryki, Stupniki, Szastały, Treszczotki, Truski, Użyki, Widowo, Woronie, Zawady, Zubowo.

## Sąsiednie gminy
Bielsk Podlaski, Boćki, Brańsk, Czyże, Juchnowiec Kościelny, Narew, Orla, Wyszki, Zabłudów